# Estação Del Sol
A Estação Del Sol é uma das estações do Metrô de Santiago, situada em Santiago, entre a Estação Santiago Bueras e a Estação Monte Tabor. Faz parte da Linha 5.
Foi inaugurada em 03 de fevereiro de 2011. Localiza-se no cruzamento da Avenida Pajaritos com a Avenida Américo Vespucio. Atende a comuna de Maipú.